# Denta, Timiș
Denta (germană Denta, Tenta, maghiară Denta. sârbă Дента) este satul de reședință al comunei cu același nume din județul Timiș, Banat, România.

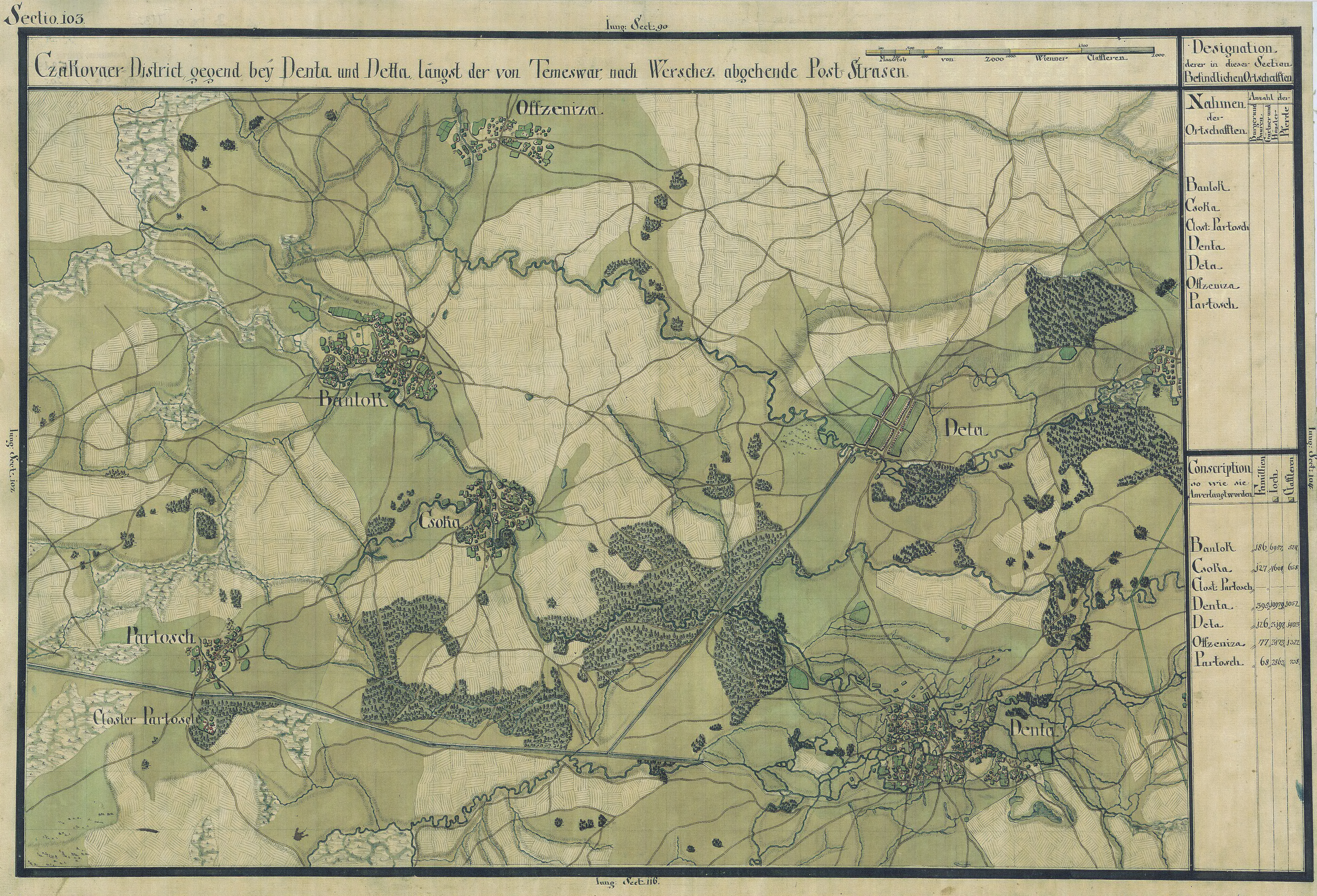
Denta pe Harta Iosefină a Banatului, 1769-72

## Prima atestare scrisă a numelui
În anul 1332 cu numele de Dend.

## Populația
- În anul 1900 comuna avea 5631 locuitori, dintre care 1559 români, 1129 germani, 889 maghiari și 2054 alte naționalități (857 sârbi); 2444 persoane erau de religie ortodoxă, 3098 catolici, 50 reformați, 17 izraeliți, 13 evangheliști și 9 greco-catolici.
- În anul 2002 din cei 3187 locuitori 1940 erau români,  605 bulgari, 314 maghiari, 172 sârbi, 83 romi, 45 ucraineni, 25 germani, 2 slovaci și 1 polonez. Împărțirea populației pe confesiuni: 2029 ortodocși, 1011 romano-catolici, 88 penticostali, 42 baptiști, 3 reformați, 3 adventiști de Ziua a Șaptea, 1 greco-catolic și 10 alte confesiuni, respectiv atei.

## Așezare geografică
Denta este o comună lângă râul Bârzava.

## Istoria
Biserica ortodoxă română a fost construită în anul 1884, iar actuala biserică romano-catolică în anul 1890.